# Szorfas

Herb Szorfas

Herb Szorfas odmienny

Szorfas (Witczech, Wyczachowski, Woyciechowski) – kaszubski herb szlachecki.

## Opis herbu
Herb występował przynajmniej w dwóch wariantach. Opisy z wykorzystaniem zasad blazonowania, zaproponowanych przez Alfreda Znamierowskiego:
Szorfas: W polu błękitnym dwa miecze na opak w krzyż skośny, nad którymi półksiężyc z twarzą złoty, nad którym takaż gwiazda. Klejnot: nad hełmem w koronie róża srebrna na łodyżce zielonej, ulistnionej (po trzy liście na stronę). Labry błękitne, podbite złotem.
Szorfas odmienny: Na tarczy dzielonej w pas, w polu I, błękitnym półksiężyc złotym na opak, z gwiazdą srebrną między rogami. W polu II, czerwonym, dwa miecze na opak w krzyż skośny. Klejnot: nad hełmem w koronie na pięciu piórach strusich róża czerwona. Labry z prawej błękitne, podbite złotem, z lewej czerwone, podbite srebrem.

## Najwcześniejsze wzmianki
Wariant pierwszy wymieniany przez Nowego Siebmachera, Pommersches Wappenbuch Ledebura, Der polnische Adel Emiliana Szeligi-Żernickiego, Die nationalitaten Pomerellens Beno Wincklera oraz przez Kaspra Niesieckiego. Wariant drugi jest wariantem znanym polskojęzycznym herbarzom. Przytaczają go Tablice odmian herbowych Chrząńskiego oraz Herby szlachty polskiej Leszczyca. Według Pragerta, z takim herbem wylegitymowano się w 1839 w Królestwie Polskim.

## Rodzina Wyczachowski
Szlachecka rodzina z Wyczechowa. Pierwsi Wyczachowscy wzmiankowani są w 1570. Dobra tej rodziny składały się głównie z działów we wsiach: Skrzeszewo, Stawiski, Nowy Wiec, Żukówko. Przedstawiciele rodziny nie pełnili funkcji publicznych, ale kilka razy posłowali na Sejm. Trzej bracia Wyczachowscy wylegitymowali się ze szlachectwa w 1839 w Królestwie Polskim. Być może Wyczachowscy byli spokrewnieni z Wiconami, za czym przemawiają podobieństwa nazwisk i herbu.

## Herbowni
Wyczachowski (Wiczechowski, Wojczechowski, Woyciechowski, Wycechowski, Wyczewski, Wyczychowski) z przydomkami Świątek, Marika, Gruba, Jackowski, Rusek, Harsmys (Erazm), Szorfas, Witczech. 
Identycznym herbem co do rysunku, ale o innej barwie pola niż Szorfas (czerwona) posługiwali się Witsonowie (z przydomkiem Gostkowski). Zapewne dlatego Tadeusz Gajl wśród herbownych Szorfasa wymienia również nazwisko Gustkowski.